# Кастель-Мадама
Кастель-Мадама (итал. Castel Madama) — коммуна в Италии, располагается в области Лацио, подчиняется административному центру Рим.
Население составляет 6340 человек, плотность населения составляет 226 чел./км². Занимает площадь 28 км². Почтовый индекс — 024. Телефонный код — 0774.
Покровителем коммуны почитается Архангел Михаил, празднование 9 мая.